# Ruth Kiener-Flamm

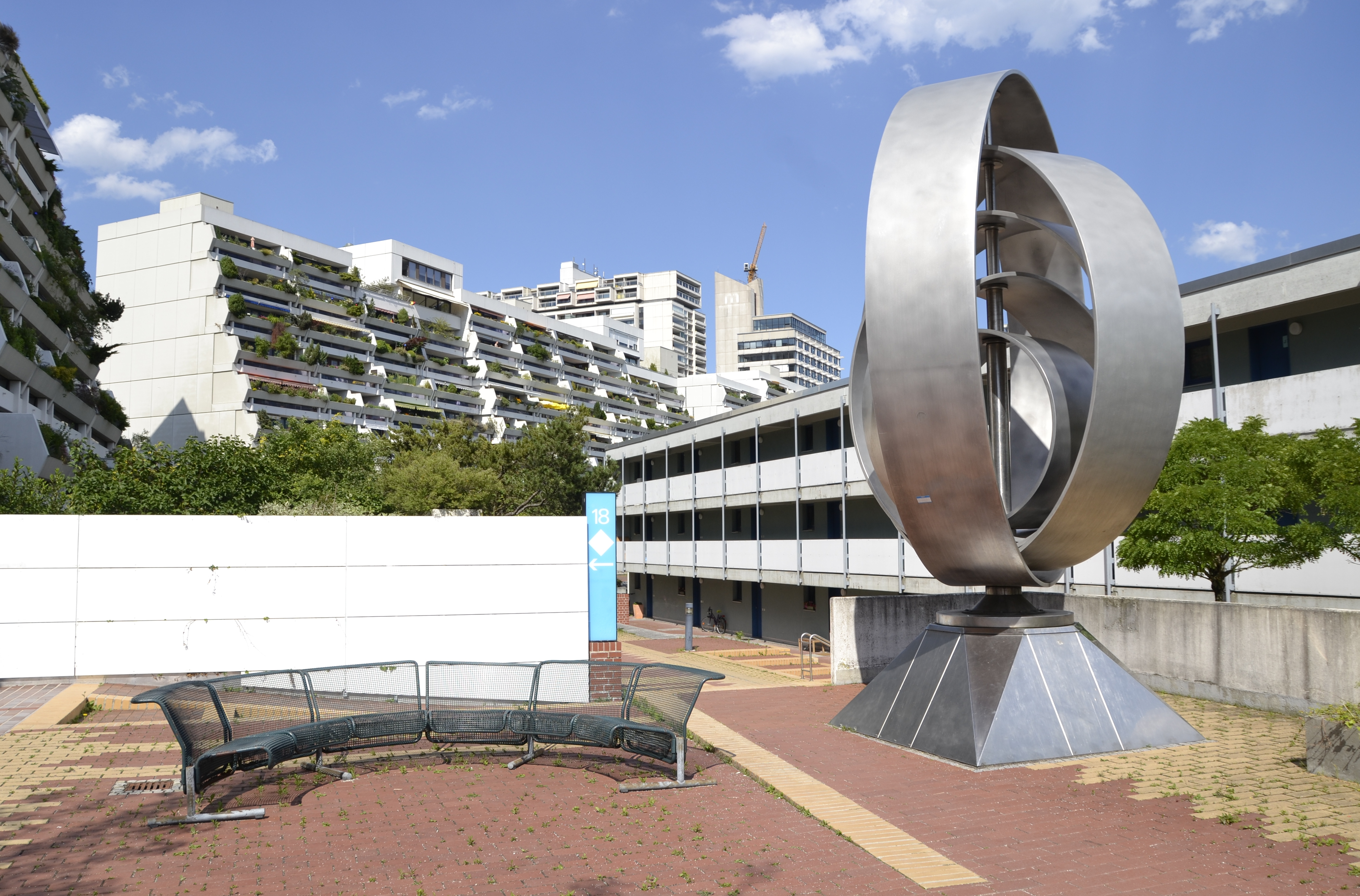
Olympische Ringe

Ruth Maria Kiener-Flamm (* 8. September 1914 oder 1924 in Berlin; † 18. April 2000 in Wolferkam; genannt Mändy) war eine deutsche Künstlerin.
Weil eines ihrer Elternteile jüdisch war, wurde sie in der Zeit des Nationalsozialismus Staatenlose und erhielt einen Fremdenpass. Der Volkszählung im Deutschen Reich 1939 zufolge lebte sie als Fünfzehnjährige mit ihrer Mutter Bertha Flamm am 17. Mai 1939 in München in der Aventinstraße 3 III rechts.
Kiener-Flamm war mit dem Jesuiten Alfred Delp befreundet, der 1945 von den Nazis ermordet wurde. Sie gestaltete für die 1965 erbaute Alfred-Delp-Gedächtniskapelle in der St. Andreas-Kirche im südhessischen Lampertheim die Fenster.
Kiener-Flamm studierte von 1946 bis 1951 an der Akademie der Bildenden Künste München.
1972 schuf sie die Skulptur „Olympische Ringe“. Die kinetische Plastik bestand aus fünf stehenden Acrylglas-Ringen. Die ineinander stehenden Ringe mit Durchmessern von 1,50 m bis 4 m lagerten auf einer gemeinsamen vertikalen Achse aus Nirostastahl. Sie drehten sich langsam, durch Motoren getrieben, mit unterschiedlichen Geschwindigkeiten. Dadurch bildeten sich stets wechselnde Aspekte. Die Skulptur wurde 1972 als Teil des Kunstkonzeptes für das Olympische Dorf in der Münchner Connollystraße aufgestellt. Sie wurde jedoch von Kindern als Klettergerüst verwendet und dadurch beschädigt. Die Motoren mussten Ende der 1970er Jahre abgestellt werden. Reparaturen blieben erfolglos. Die Skulptur wurde immer mehr zerstört. Auf Initiative von Kiener-Flamm und von ihr bis zu ihrem Tod begleitet wurde im Jahr 2000 die Skulptur vom Bildhauer Peter Schwenk aus leichten Alu-Hohlprofilen ohne Motorantrieb zum Selberanschubsen nachempfunden.
1975 wurde Kiener-Flamm der Schwabinger Kunstpreis verliehen, insbesondere für die seit 1968 entstandenen Voll-Plexiglas- und Acryl-Objekte. 1990 erhielt sie die Medaille München leuchtet. 1997 wurde ihr der Kunstpreis der Stadt Wertingen verliehen.
Ruth Kiener-Flamm starb im Frühjahr 2000 in ihrem Haus in Wolferkam, einem Ortsteil von Riedering.